# Francesco da Milano (peintre)
Pour les articles homonymes, voir Francesco da Milano.
Francesco da Milano (dont le vrai nom est Francesco Pagani, ... - ...) est un peintre italien actif de 1502 à 1548.

## Biographie
On ne connaît que bien peu de choses sur lui : qu'il fut actif entre 1502 à 1548 ; qu'il laisse une douzaine d'œuvres, y compris des tableaux et des fresques, du côté des collines de Trévise et du Frioul. 
Originaire de la Lombardie, d'où quelques aspects de son style, il vécut cependant à Serravalle, un quartier de Vittorio Veneto. 
Il y est actif lorsque Titien, artiste bien plus notoire, par décision du conseil municipal, est préféré à lui, l'artiste local, à qui avait été pourtant commandé initialement le retable Serravalle.
Comme le témoigne l'un des plus beaux exemples de l'art de Francesco da Milano, le cycle de fresques de Castello Roganzuolo (vers 1525), il a réussi à atteindre un degré élevé de maturité, résumant les expériences des grands artistes figuratifs de la Renaissance italienne, ainsi que le suggère Raphaël.

## Œuvres

### Fresques
- Fresques (1510),  paroisse de Saint-André de Bigonzo Veneto.
- Fresques (1525), église paroissiale de SS. Pierre et Paul de Roganzuolo.
- Flagellation du Christ devant Pilate, restes d'un cycle de fresques (vers 1525-1533), église paroissiale de Colle Umberto.
- Maddalena in gloria (1541), oratoire Santa Maria Maddalena de Obledo.
- Fresques de l'église archipresbytérale de San Martino,  Colle Umberto.
- Fresques de la salle des Battuti (it) du Duomo di Conegliano.

### Retables
- Famille sacrée, attribuée, église Saint-Jean-Baptiste de Vittorio Veneto
- Deux toiles,  cathédrale de Serravalle
- S. Sebastiano, S. Rocco et S. Nicolo, triptyque sur panneau, 1512, église paroissiale de Caneva
- Incrédulité de saint Thomas, huile sur toile, église paroissiale de Caneva
- Sainte Lucie entre les saints Antoine et Apollonia, cathédrale de Porcia
- Vierge avec l'Enfant et les saints Pierre, Paul, Gall et Florian, 1537, oratoire de Saint Gall de Farra di Soligo
- Assomption de Marie, 1540, église paroissiale de Pieve di Soligo
- Sainte Vierge en trône avec l'Enfant, saints et commanditaires,  église paroissiale de Revine Lago
- Sainte Vierge en trône avec l'Enfant, entre saint Jean-Baptiste et saint Titien,  église  Sainte Marie de Revine Lago
- Saint Roch et saint Sébastien, oratoire Saint-Antoine de Campomolino, Sacile
- Vierge à l'Enfant, cathédrale de San Daniele del Friuli
- Sainte Vierge en trône avec l'Enfant et des saints, église paroissiale de Valle di Cadore
- Retable, église paroissiale d'Anzano

## Sources
- (it) Cet article est partiellement ou en totalité issu de l’article de Wikipédia en italien intitulé « Francesco da Milano (pittore) » (voir la liste des auteurs).